# Данюб (Нью-Йорк)
Данюб (англ. Danube) — місто (англ. town) в США, в окрузі Геркаймер штату Нью-Йорк. Населення — 953 особи (2020).

## Демографія
Згідно з переписом 2010 року, у місті мешкало 1039 осіб у 408 домогосподарствах у складі 291 родини. Було 451 помешкання
Расовий склад населення:
| - 98,5 % — білих - 0,5 % — азіатів - 0,2 % — корінних американців - 0,1 % — чорних або афроамериканців |

До двох чи більше рас належало 0,7 %. Частка іспаномовних становила 0,5 % від усіх жителів.
За віковим діапазоном населення розподілялося таким чином: 23,1 % — особи молодші 18 років, 62,5 % — особи у віці 18—64 років, 14,4 % — особи у віці 65 років та старші. Медіана віку мешканця становила 41,9 року. На 100 осіб жіночої статі у місті припадало 115,6 чоловіків;  на 100 жінок у віці від 18 років та старших — 111,4 чоловіків також старших 18 років.
Середній дохід на одне домашнє господарство  становив 67 152 долари США (медіана — 63 523), а середній дохід на одну сім'ю — 76 030 доларів (медіана — 71 827). Медіана доходів становила 34 792 долари для чоловіків та 40 833 долари для жінок. За межею бідності перебувало 12,9 % осіб, у тому числі 23,7 % дітей у віці до 18 років та 4,3 % осіб у віці 65 років та старших.
Цивільне працевлаштоване населення становило 468 осіб. Основні галузі зайнятості: освіта, охорона здоров'я та соціальна допомога — 19,7 %, виробництво — 14,5 %, роздрібна торгівля — 12,2 %, сільське господарство, лісництво, риболовля — 12,2 %.